# Bourgoin
Bourgoin is een plaats en voormalige gemeente in het Franse departement Isère. In 1967 fuseerde Bourgoin met buurgemeente Jallieu om de gemeente Bourgoin-Jallieu te vormen.
In 1948 telde de gemeente 7.213 inwoners.

## Geschiedenis
Het Gallische volk van de Allobroges woonde in deze streek voor de komst van de Romeinen. Bergusia (ook Birgusia of Bergusium) was een halteplaats op de Romeinse wegen al zijn er weinig archeologische sporen van deze Gallo-Romeinse nederzetting gevonden.
In de 9e eeuw werd de plaats Burgondium voor het eerst vermeld, genoemd naar de Bourgondiërs, het Germaanse volk dat zich in de streek had gevestigd. Bourgoin was een landbouwstadje met een regionaal belangrijke markt. De plaats was bekend voor haar hennep. De kasteelheren van Bourgoin hingen in de 12e en 13e eeuw af van de heren van La Tour. In 1282 werd Bourgoin opgenomen in Dauphiné. In 1298 kreeg Bourgoin een stadscharter van dauphin Humbert I en de stad kreeg een belangrijke administratieve positie in Dauphiné. Naast de rivier de Bourbre werd het kanaal Mouturier aangelegd waarop een watermolen werd gebouwd.
In 1450 nam Vienne de rol van Bourgoin over als administratief centrum. In 1584 kreeg Bourgoin het recht twee jaarmarkten te houden, op 1 mei en 29 september. De pest hield lelijk huis in 1628 en 1643, en meer dan de helft van de bevolking kwam om. Hierbij kwamen overstromingen in 1637, 1653 en 1673.
In de 18e eeuw waren er verschillende molens op het vergrote kanaal Mouturier. De stad bloeide en breidde zich uit met wijken buiten de stadsmuren. Na 1740 werd de nieuwe weg naar Grenoble aangelegd door Bourgoin. In 1787 werd een fabriek waar geverfde doeken werden geproduceerd geopend door Louis Perregaux. In de 19e eeuw kwam er meer industrie langs het kanaal Mouturier en in 1858 opende het treinstation. De middeleeuwse stadsmuren werden afgebroken.

## Afbeeldingen

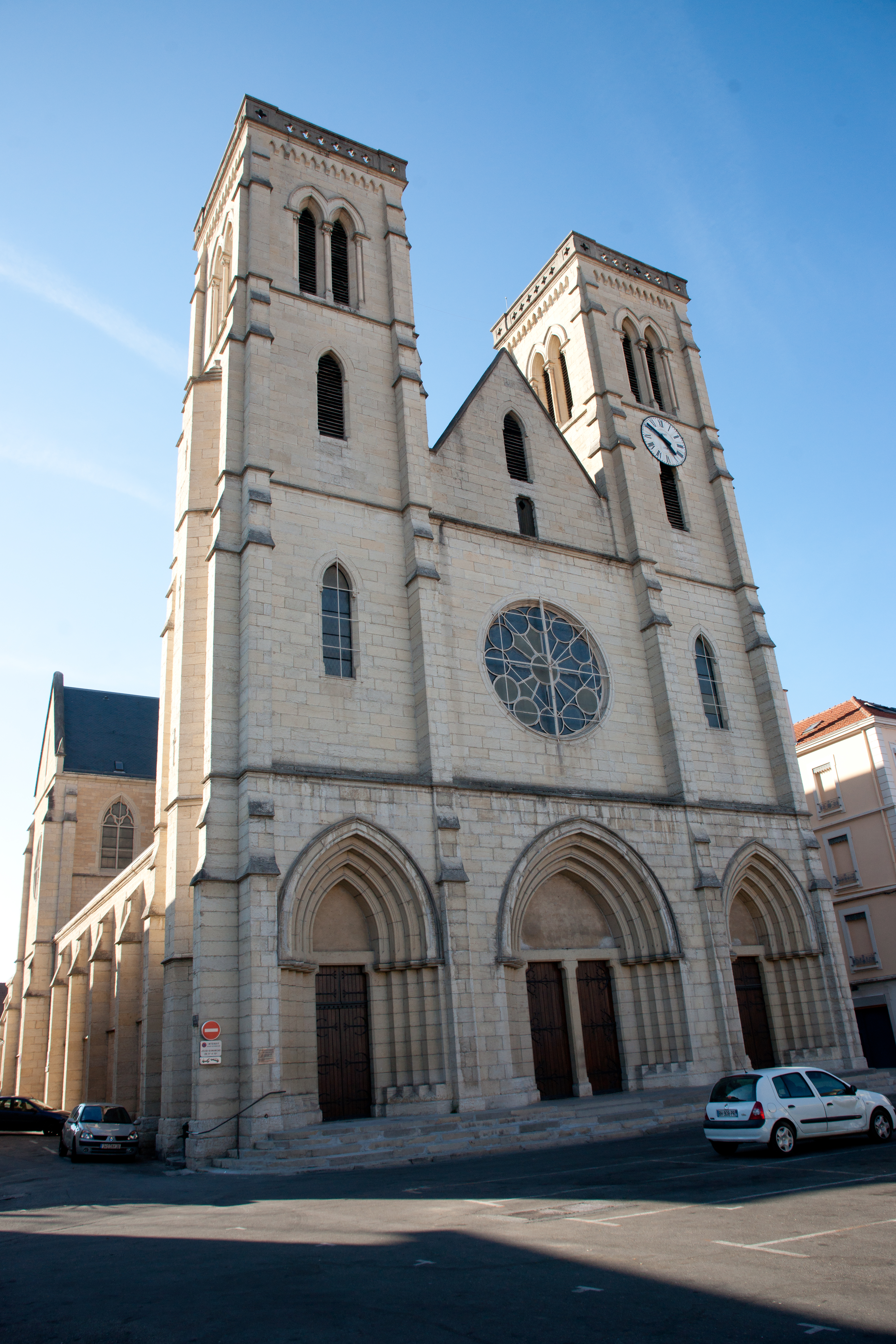
Kerk Saint-Jean-Baptiste
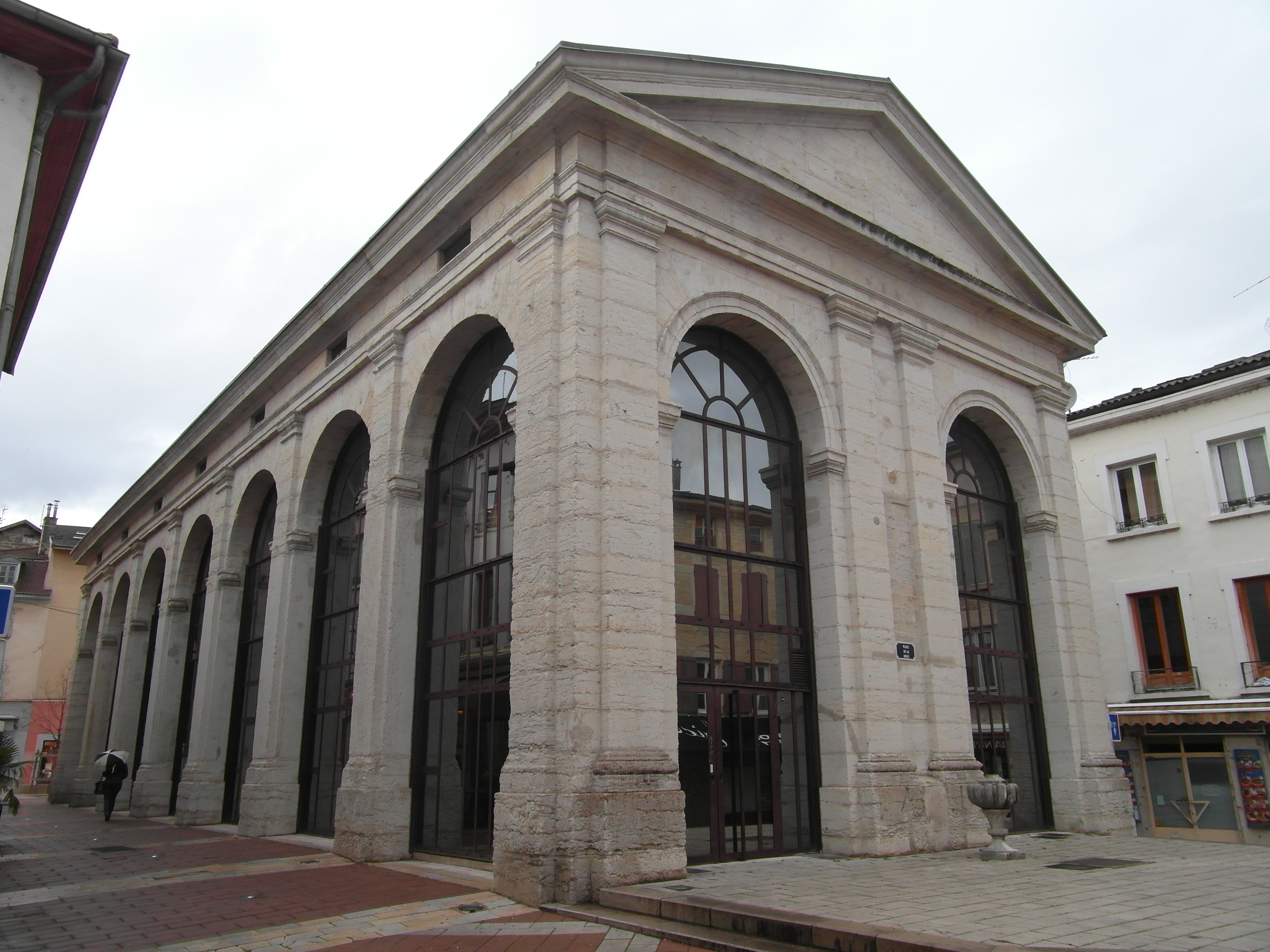
Markthal
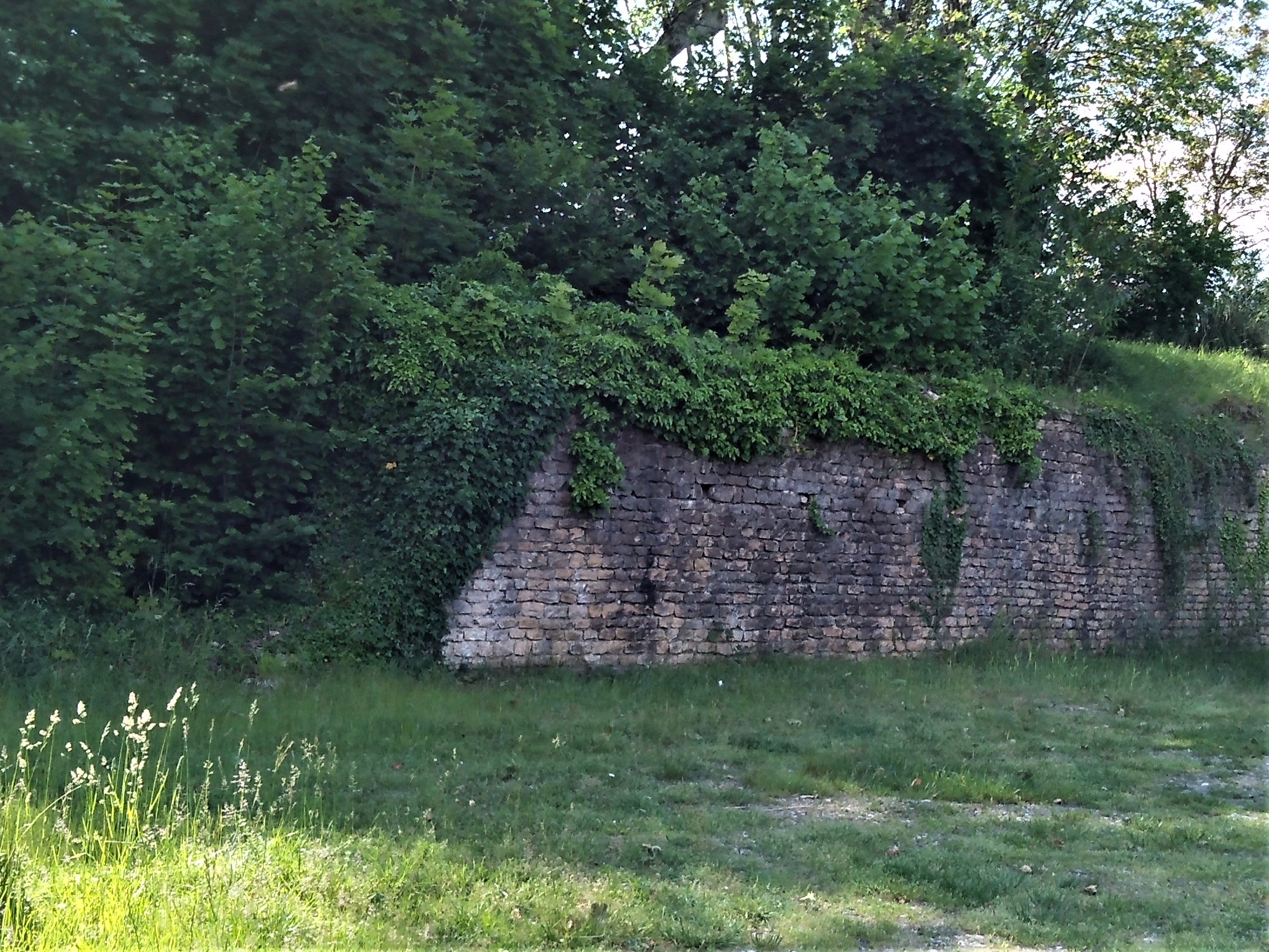
Resten van de stadsmuur
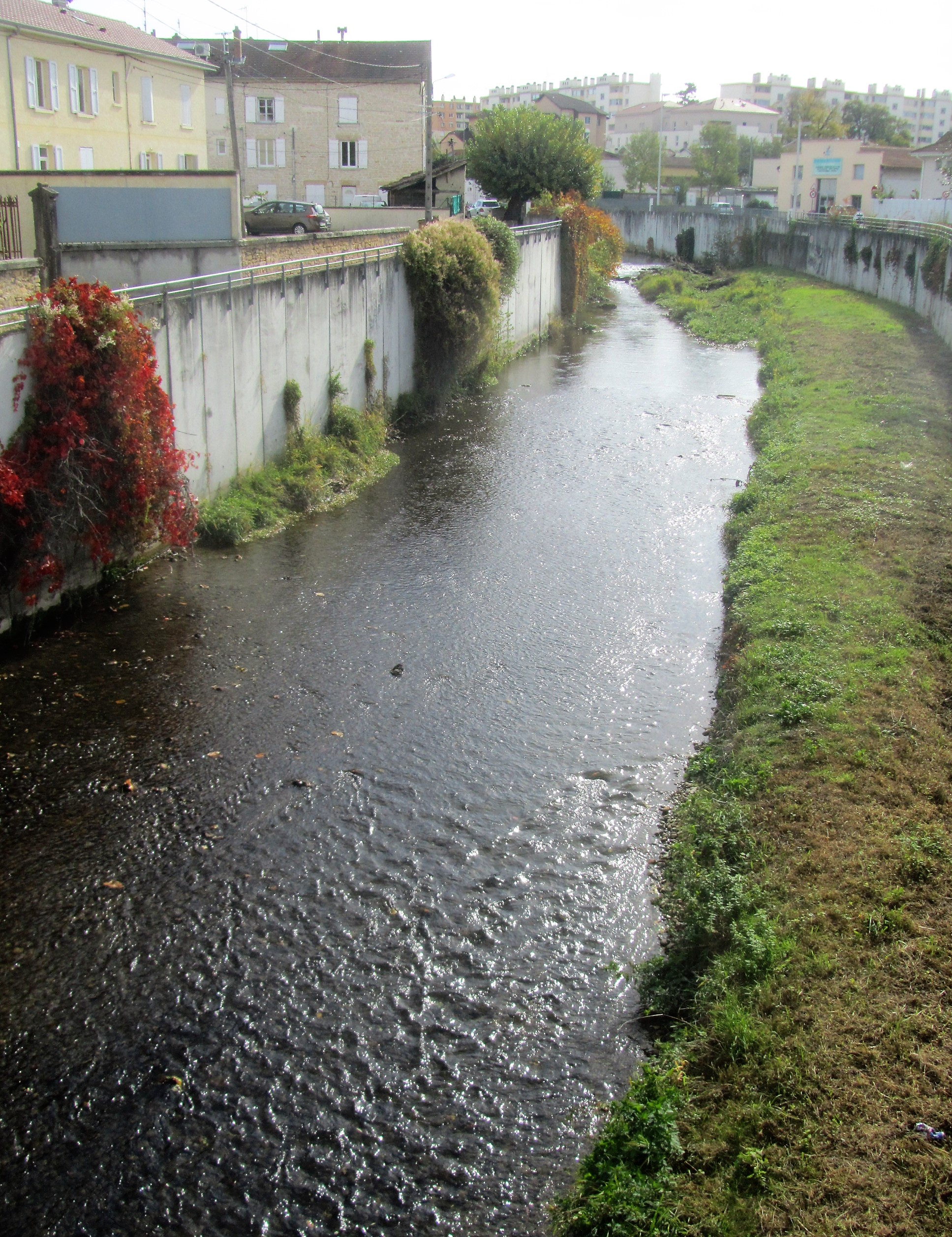
De Bourbre